# Accademia toscana di scienze e lettere La Colombaria
L'Accademia toscana di scienze e lettere “La Colombaria” è un'istituzione culturale di Firenze, originariamente ospitata nella "torre colombaria" del Palazzo Pazzi a Firenze. Fu fondata nel 1735 da Giovanni Girolamo de' Pazzi, studioso che si circondò di persone colte, dedite allo studio dell'antichità, della storia, appassionate di filologia e anche di scienze. Dopo la guerra e la quasi totale distruzione del suo patrimonio l'Accademia si è trasferita e il suo indirizzo attuale è via Sant'Egidio 23, nel complesso delle Oblate.

## Storia
Le riunioni, avviate informalmente già dal 1729, si tenevano inizialmente presso un libraio in via del Corso; quando questi chiuse i battenti, Giovanni Girolamo de' Pazzi offrì il suo palazzo di Borgo Albizi, che da allora venne indicato come palazzo Pazzi dell'Accademia Colombaria, per distinguerlo dal vicino palazzo Pazzi della Congiura. La “Colombaria” nacque ufficialmente il 15 maggio 1735, quando sedici dotti amici decisero di annotare formalmente l'oggetto delle loro erudite discussioni, che avvenivano da qualche tempo nella casa di Girolamo de' Pazzi. Il nome dell'Accademia fu dovuto al luogo in cui queste persone si radunavano per i loro studi, e cioè nella parte alta della casa, una torretta piuttosto impervia ma dotata di una superba vista sulla città. Nel palazzo venne redatto il primo statuto dell'Accademia. Chi ne faceva parte assumeva inoltre, con ironia, un nome che fosse attinente ai colombi.
Le riunioni degli accademici erano condotte in pieno spirito d'enciclopedismo, trattando presentazioni di reperti etruschi, manoscritti di varie epoche, iscrizioni, monete, o relazioni storiche, artistiche, filologiche, filosofiche.
L'Accademia restò in questa sede fino al 1746, anno della morte di Girolamo, poi si trasferì in altra sede, prima di approdare infine alla sede attuale in via Sant'Egidio. Nel 1747 uscì il primo volume relativo all'attività scientifica dell'Accademia, seguito da altri successivi resoconti.
I soci compresero molti dei più bei nomi della cultura italiana dell'epoca: Lodovico Antonio Muratori, Ferdinando Galiani, Pietro Metastasio, Angiolo Maria Bandini, Giovanni Lami, Bernardo Tanucci, Ruggero Boscovich, tanto per citarne qualcuno.
Verso la metà del Settecento l'attività rallentò notevolmente. L'Accademia riprese a funzionare nel secolo successivo, soprattutto durante la presidenza di Gino Capponi, che organizzò modernamente la ricerca, limitandola solamente alle indagini di erudizione storica riguardanti la Toscana.
Il nuovo periodo di splendore vide quindi la produzione di notevoli studi, specie ad opera di Cesare Guasti, Gian Francesco Gamurrini, Raffaello Fornaciari, Isidoro Del Lungo, Cesare Paoli, Giambattista Uccelli.
Dopo la stasi dovuta all'intromissione del regime fascista, la “Colombaria” ebbe a patire anche la distruzione delle proprie raccolte durante la ritirata delle truppe tedesche che lasciarono Firenze. Le mine tedesche dell'agosto 1944 infatti distrussero irrimediabilmente i libri e il mobilio dell'Accademia. Si cercò comunque di ricostruire la biblioteca in una sede messa a disposizione dall'Università di Firenze, poi dal 1952, nel complesso delle Oblate.
Conclusa la triste parentesi della guerra, l'attività riprese sotto l'impulso soprattutto del presidente Giacomo Devoto (dal 1948 al 1974), la cui meritoria opera fu proseguita dai suoi successori Eugenio Garin (dal 1975 al 1979), Francesco Adorno (dal 1980 al 2009) e Danilo Torre che ha presieduto l'Accademia fino al dicembre 2014. Dal 2015 il presidente è Sandro Rogari.

## Struttura
La “Colombaria” si divide nelle quattro seguenti classi:
- Filologia e critica letteraria;
- Scienze storiche e filosofiche;
- Scienze giuridiche, economiche e sociali;
- Scienze fisiche, matematiche e naturali.